# 소염도

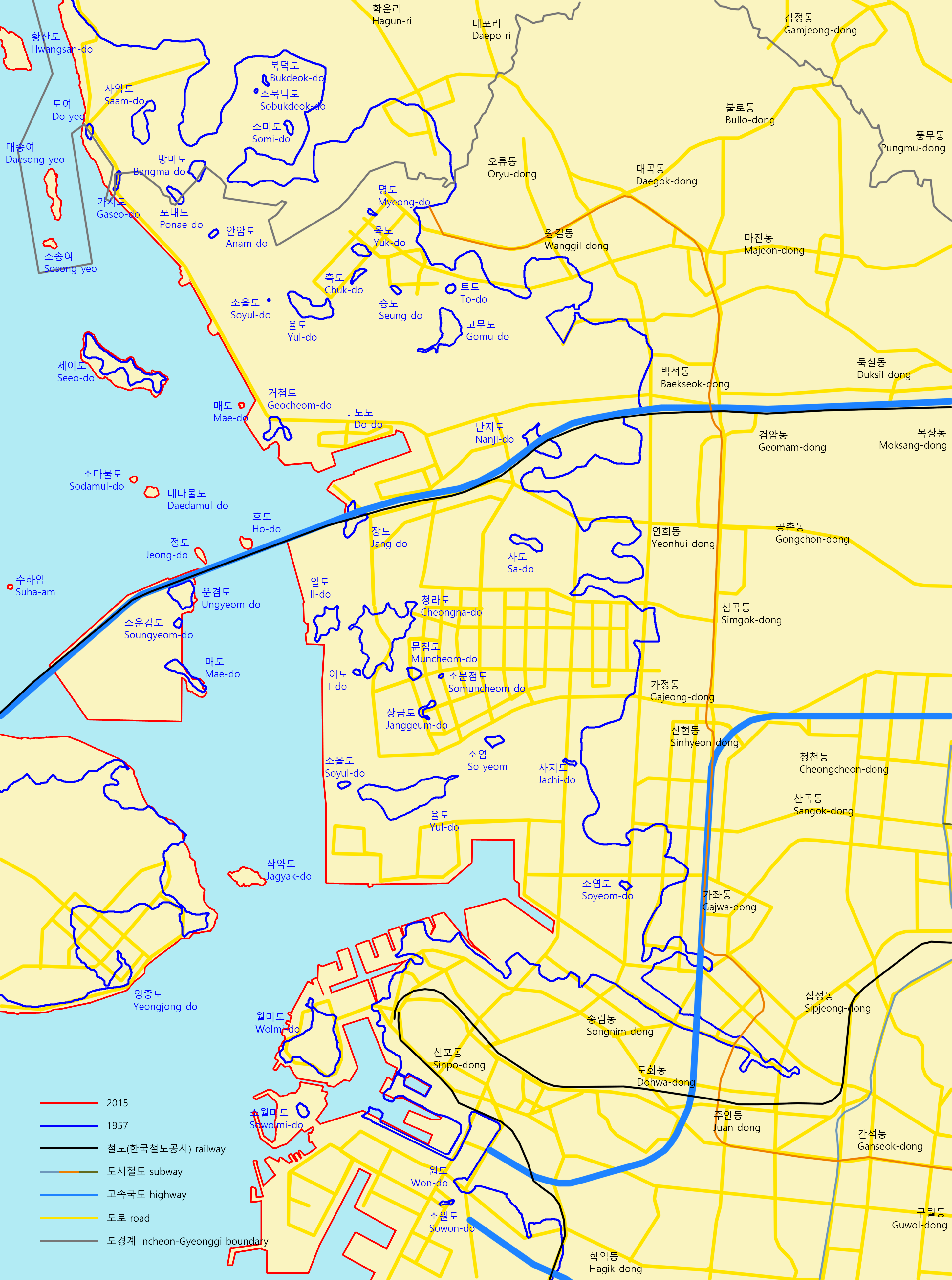
소염도의 위치

소염도(小鹽島/素鹽島)는 인천광역시 서구 가좌동에 있던 섬이다. 1975년 원목하치장 조성사업으로 해안 36만평을 매립하며 사라졌으며, 현재 일대가 목재단지로 쓰이고 있다. 한자가 비슷한 소감도(小監島)로도 잘못 알려졌다.